# Ляміна
Ля́міна (рос. Лямина) — присілок у складі Сургутського району Ханти-Мансійського автономного округу Тюменської області, Росія. Адміністративний центр Лямінського сільського поселення.
Населення — 749 осіб (2010, 753 у 2002).
Національний склад станом на 2002 рік: росіяни — 83 %.